# Apodemia caliginea
Apodemia caliginea is een vlinder uit de familie van de prachtvlinders (Riodinidae). De wetenschappelijke naam van de soort is voor het eerst geldig gepubliceerd in 1867 door Butler.